# بایری
بایری (به لاتین: Bayri) یک منطقهٔ مسکونی در افغانستان است که در ولایت بامیان واقع شده‌است.